# فتيات صالحات
 فتيات صالحات (بالإنجليزية: Good Girls)‏ مسلسل تلفزيوني درامي كوميدي أمريكي تم بثه على هيئة الإذاعة الوطنية منذ 26 فبراير 2018.

## روابط خارجية
- فتيات صالحات على موقع IMDb (الإنجليزية)
- فتيات صالحات على موقع ميتاكريتيك (الإنجليزية)
- فتيات صالحات على موقع روتن توميتوز (الإنجليزية)
- فتيات صالحات على موقع نتفليكس (الإنجليزية)
- فتيات صالحات على موقع فيلمافينيتي (الإسبانية)
- فتيات صالحات على موقع كينوبويسك (الروسية)
- فتيات صالحات على موقع ألو سيني (الفرنسية)
- فتيات صالحات على موقع قاعدة بيانات الفيلم (الإنجليزية)